# Croce della Libertà
La croce della libertà è stata un'onorificenza estone.

## Storia
L'onorificenza è stata creata il 24 febbraio 1919 dal primo presidente dell'Estonia Konstantin Päts. L'ultimo conferimento risale al 19 giugno 1925.

## Divisioni e classi
L'onorificenza è suddivisa in tre divisioni:
- per il comando militare
- per il coraggio personale
- per il servizio civile

Le divisioni sono divise in tre classi di benemerenza.

## Insegne
- I  nastri cambiano a seconda della divisione.

| I classe                  | II classe               | III classe              |                         |                         |                         |
| Per il comando militare   | Per il comando militare | Per il comando militare | Per il comando militare | Per il comando militare | Per il comando militare |
| ------------------------- | ----------------------- | ----------------------- | ----------------------- | ----------------------- | ----------------------- |
|                           |                         |                         |                         |                         |                         |
| Per il coraggio personale |                         |                         |                         |                         |                         |
|                           |                         |                         |                         |                         |                         |
| Per il servizio civile    |                         |                         |                         |                         |                         |
|                           |                         |                         |                         |                         |                         |

## Nazionalità dei destinatari
| Nazione     | I/1 | II/1 | III/1 | I/2 | II/2 | III/2 | I/3 | II/3 | III/3 | Totale |
| ----------- | --- | ---- | ----- | --- | ---- | ----- | --- | ---- | ----- | ------ |
| Estonia     | 11  | -    | 18    | 51  | 29   | 8     | 339 | 1672 | 22    | 2150   |
| Finlandia   | 5   | -    | 13    | 30  | -    | 7     | 128 | 495  | -     | 678    |
| Regno Unito | 14  | -    | 18    | 19  | -    | 10    | 45  | 21   | 2     | 129    |
| Lettonia    | 1   | -    | 6     | 12  | -    | 2     | 5   | 21   | 3     | 50     |
| Danimarca   | 1   | -    | 1     | 1   | -    | 1     | 17  | 27   | -     | 48     |
| Polonia     | 1   | -    | 11    | 13  | -    | 4     | 15  | -    | 1     | 45     |
| USA         | 1   | -    | 2     | 8   | -    | 2     | 27  | -    | 3     | 43     |
| Francia     | 6   | -    | 20    | 1   | -    | 3     | 5   | -    | -     | 35     |
| Svezia      | -   | -    | 3     | -   | -    | 1     | 1   | 11   | 2     | 18     |
| Italia      | 2   | -    | 10    | -   | -    | 1     | -   | -    | -     | 13     |
| Bulgaria    | 1   | -    | 1     | -   | -    | -     | -   | -    | 1     | 3      |
| Giappone    | -   | -    | 2     | 1   | -    | -     | -   | -    | -     | 3      |
| Ungheria    | -   | -    | 1     | -   | -    | 1     | -   | -    | -     | 2      |
| Lituania    | -   | -    | 1     | -   | -    | 1     | -   | -    | -     | 2      |
| Argentina   | -   | -    | 1     | -   | -    | -     | -   | -    | 1     | 2      |
| Portogallo  | -   | -    | 1     | -   | -    | -     | -   | -    | -     | 1      |
| Colombia    | -   | -    | 1     | -   | -    | -     | -   | -    | -     | 1      |
| India       | -   | -    | 1     | -   | -    | -     | -   | -    | -     | 1      |
| Totale      | 43  | -    | 111   | 136 | 29   | 41    | 582 | 2247 | 35    | 3224   |